# 帕罗迪利古雷
帕罗迪利古雷（義大利語：Parodi Ligure），是意大利亚历山德里亚省的一个市镇。总面积12.5平方公里，人口762人，人口密度61.0人/平方公里（2009年）。ISTAT代码为006126。